# جوناس بيدرسن
جوناس بيدرسن (بالنرويجية البوكمول: Jonas Pedersen)‏ هو محامي وسياسي نرويجي، ولد في 20 سبتمبر 1871، وتوفي في 1953. حزبياً، نشط في الحزب الليبرالي. وقد انتخب عضو برلمان النرويج ‏.